# Registre national des lieux historiques dans le parc national de Yosemite
Cet article recense les lieux historiques du parc national de Yosemite situé en Californie aux États-Unis.
Il s'agit d'une liste complète des propriétés et des districts inscrits au Registre national des lieux historiques dans le parc national de Yosemite, en Californie, aux États-Unis. Les emplacements des biens et districts inscrits au Registre national, dont les coordonnées de latitude et de longitude sont indiquées ci-dessous, peuvent être visualisés sur une carte Google map[1].
Le parc compte 46 propriétés et districts inscrits au Registre national et cinq National Historic Landmarks. Quatre autres propriétés associées au parc sont situées juste à l'extérieur des limites du parc.
Cette liste a été établie grâce au Registre national des lieux historiques.

## Liste actuelle
|    | Nom                                                   | Image                           | Date d'enregistrement | Localisation                                                                 | Ville                     | Description |
| -- | ----------------------------------------------------- | ------------------------------- | --------------------- | ---------------------------------------------------------------------------- | ------------------------- | --- |
| 1  | Acting Superintendent's Headquarters                  |                                 | 9 juin 1978           | Parc national de Yosemite 37° 32′ 20″ N, 119° 39′ 17″ O                      | Wawona                    | |
| 2  | Ahwahnee Hotel                                        |                                 | 15 février 1977       | Yosemite Valley 37° 44′ 45″ N, 119° 34′ 22″ O                                | Parc national de Yosemite | |
| 3  | Camp 4                                                |                                 | 21 février 2003       | Northside Dr. 37° 44′ 30″ N, 119° 36′ 09″ O                                  | Parc national de Yosemite | |
| 4  | Camp Curry Historic District                          | Camp Curry Sign                 | 1er novembre 1979     | Yosemite Valley 37° 44′ 36″ N, 119° 34′ 16″ O                                | Parc national de Yosemite | |
| 5  | Crane Flat Fire Lookout                               |                                 | 4 avril 1996          | Au nord de Big Oak Flat Rd., près de Crane Cr. 37° 45′ 34″ N, 119° 49′ 10″ O | Aspen Valley              | Fait partie de la soumission de biens multiples (MPS) sur les paysages historiques des parcs nationaux et d'État. |
| 6  | Glacier Point Trailside Museum                        |                                 | 4 avril 1978          | À l'est d'El Portal 37° 43′ 50″ N, 119° 34′ 23″ O                            | El Portal                 | |
| 7  | Great Sierra Mine Historic Site                       |                                 | 24 mai 1978           | À l'ouest de Lee Vining 37° 55′ 39″ N, 119° 16′ 05″ O                        | Lee Vining                | |
| 8  | Great Sierra Wagon Road                               |                                 | 25 août 1978          | Au nord de Yosemite Village 37° 50′ 32″ N, 119° 43′ 20″ O                    | Yosemite Valley           | |
| 9  | Hodgdon Homestead Cabin                               |                                 | 9 juin 1978           | Parc national de Yosemite 37° 32′ 20″ N, 119° 39′ 19″ O                      | Wawona                    | |
| 10 | Chris Jorgenson Studio                                |                                 | 13 avril 1979         | Pioneer Yosemite Historic Center 37° 32′ 20″ N, 119° 39′ 19″ O               | Parc national de Yosemite | |
| 11 | LeConte Memorial Lodge                                |                                 | 8 mars 1977           | Yosemite Valley 37° 44′ 24″ N, 119° 34′ 42″ O                                | Curry Village             | |
| 12 | Mariposa Grove Museum                                 |                                 | 1er décembre 1978     | Au sud est de Wawona 37° 30′ 50″ N, 119° 35′ 54″ O                           | Wawona                    | |
| 13 | McCauley Cabin                                        |                                 | 8 mars 1977           | À l'ouest de Lee Vining dans Tuolumne Meadows 37° 52′ 40″ N, 119° 22′ 01″ O  | Lee Vining                | |
| 14 | McCauley and Meyer Barns                              |                                 | 15 juin 1978          | Au nord d'El Portal 37° 42′ 00″ N, 119° 45′ 18″ O                            | El Portal                 | |
| 15 | McGurk Cabin                                          |                                 | 4 juin 1979           | Au sud de Yosemite Village 37° 40′ 40″ N, 119° 37′ 27″ O                     | Yosemite Village          | |
| 16 | Merced Grove Ranger Station                           |                                 | 15 juin 1978          | Au nord d'El Portal 37° 44′ 56″ N, 119° 50′ 21″ O                            | El Portal                 | |
| 17 | Parsons Memorial Lodge                                |                                 | 30 avril 1979         | Tuolumne Meadows 37° 52′ 42″ N, 119° 22′ 00″ O                               | Parc national de Yosemite | |
| 18 | Rangers' Club                                         | Ranger's Club                   | 28 mai 1987           | Yosemite Valley 37° 44′ 50″ N, 119° 35′ 12″ O                                | Parc national de Yosemite | |
| 19 | Soda Springs Cabin                                    |                                 | 19 avril 1979         | Au sud ouest de Lee Vining 37° 52′ 44″ N, 119° 21′ 56″ O                     | Lee Vining                | |
| 20 | Tioga Pass Entrance Station                           |                                 | 14 décembre 1978      | Au sud ouest de Lee Vining 37° 54′ 39″ N, 119° 15′ 27″ O                     | Lee Vining                | |
| 21 | Tuolumne Meadows                                      |                                 | 30 novembre 1978      | Au sud ouest de Lee Vining 37° 52′ 17″ N, 119° 22′ 20″ O                     | Lee Vining                | |
| 22 | Tuolumne Meadows Ranger Stations and Comfort Stations | Tuolumne Meadows Ranger Station | 18 décembre 1978      | Au sud ouest de Lee Vining 37° 52′ 24″ N, 119° 21′ 16″ O                     | Lee Vining                | |
| 23 | Wawona Covered Bridge                                 |                                 | 11 janvier 2007       | Pioneer Yosemite History Center 37° 32′ 19″ N, 119° 39′ 17″ O                | Wawona                    | |
| 24 | Wawona Hotel and Pavilion                             |                                 | 1er octobre 1975      | Sur la Route 41 37° 32′ 11″ N, 119° 39′ 13″ O                                | Wawona                    | |
| 25 | Yosemite Transportation Company Office                |                                 | 9 juin 1978           | Au nord de Wawona 37° 32′ 20″ N, 119° 39′ 17″ O                              | Wawona                    | |
| 26 | Yosemite Valley                                       |                                 | 14 décembre 2006      | Parc national de Yosemite 37° 43′ 43″ N, 119° 36′ 07″ O                      | Parc national de Yosemite | |
| 27 | Yosemite Valley Archeological District                |                                 | 20 janvier 1978       | Localisation non communiquée au public                                       | Yosemite Village          | |
| 28 | Yosemite Valley Bridges                               |                                 | 25 novembre 1977      | 8 ponts sur la Merced River 37° 43′ 58″ N, 119° 36′ 00″ O                    | Yosemite Village          | |
| 29 | Yosemite Valley Chapel                                |                                 | 12 décembre 1973      | Près de la Route 140 37° 44′ 27″ N, 119° 35′ 26″ O                           | Parc national de Yosemite | |
| 30 | Yosemite Village Historic District                    |                                 | 30 mars 1978          | À l'est d'El Portal 37° 44′ 55″ N, 119° 35′ 18″ O                            | El Portal                 | |

## Bâtiments historiques associés
Ces lieux se trouvent sur des terrains appartenant au National Park Service et gérés par le parc national de Yosemite mais ils ne se trouvent pas dans les limites du parc.
|   | Nom                                           | Image | Date d'enregistrement | Localisation                            | Ville     | Description                                                                        |
| - | --------------------------------------------- | ----- | --------------------- | --------------------------------------- | --------- | ---------------------------------------------------------------------------------- |
| 1 | Bagby Stationhouse, Water Tanks and Turntable |       | 13 avril 1979         | Route 140 37° 40′ 27″ N, 119° 46′ 47″ O | El Portal |                                                                                    |
| 2 | Hetch Hetchy Railroad Engine No.6             |       | 30 janvier 1978       | Route 140 37° 40′ 30″ N, 119° 46′ 46″ O | El Portal | Cette locomotive Shay a été utilisé pour construire le barrage O'Shaughnessy (en). |
| 3 | Track Bus No. 19                              |       | 22 mai 1978           | Route 140 37° 40′ 30″ N, 119° 46′ 46″ O | El Portal |                                                                                    |
| 4 | Yosemite Valley Railroad Caboose No. 15       |       | 22 mai 1978           | Route 140 37° 40′ 30″ N, 119° 46′ 46″ O | El Portal |                                                                                    |